# Касселакис, Стефанос
Стефанос Касселакис (греч. Στέφανος Κασσελάκης; род. 29 марта 1988, Амарусион, Аттика) — греческий предприниматель и политический деятель. Председатель оппозиционной партии «СИРИЗА — Прогрессивный альянс» (2023—2024).

## Биография
Родился 29 марта 1988 года в Амарусионе, северном пригороде Афин, в преуспевающей семье.
Учился в элитарном частном Афинском колледже в Психиконе, северном пригороде Афин. Победил в школьной олимпиаде «Архимед», которую проводит Греческое математическое общество. Представлял Грецию на Балканской математической олимпиаде 2002 года. Получил стипендию Академии Филлипса — американской элитарной частной школы в Андовере в штате Массачусетс. В возрасте 14 лет уехал из Греции в США вместе с матерью, которая работала дантистом, а с 2006 года — преподавателем в Пенсильванском университете.
Учился в Пенсильванском университете, получил степень бакалавра в области финансов и степень бакалавра в области международных отношений. Будучи студентом, был волонтёром на президентской кампании сенатора от Пенсильвании Джо Байдена в ходе праймериз от Демократической партии перед президентскими выборами 2008 года. При этом он был зарегистрирован в избирательных списках Нью-Йорка как республиканец с 2013 по 2019 год (когда это всплыло в прессе в октябре 2023 года, Касселакис отрицал правдивость этой информации).
Работал в Центре стратегических и международных исследований в Вашингтоне.
В 2009 году принят на работу в инвестиционный банк Goldman Sachs в отдел управления рисками.
Во время долгового кризиса в Греции основал некоммерческую онлайн-платформу CVfromGreece, которая помогала улучшить резюме для подачи заявления на работу или учёбу за границей.
В 2015 году ушёл из банка Goldman Sachs. При поддержке судовладельца Маркоса Номикоса, зятя принцессы Анны, герцогини Калабрийской, занялся предпринимательством в сфере судоходства. Принял гражданство США. Основал компанию SwiftBulk со штаб-квартирой в Нью-Йорке, занимающуюся морскими перевозками. Живёт в Майами.
Писал статьи для нью-йоркской еженедельной газеты The National Herald, ориентированной на греческую диаспору. Будучи её многолетним колумнистом, под псевдонимом «Аристотелис Ойконому» отстаивал неолиберальную экономическую политику в духе рейганомики, одобрял понижение минимальной зарплаты, поддерживал реформы правящей правой партии «Новая демократия», позволяющие открывать в Греции частные университеты, а в 2012 году критиковал её ответ на долговой кризис в Греции — но не за массовые увольнения бюджетников, а за недостаточное, по его мнению, количество уволенных (в то же время высоко отзываясь об осуществлявшем их министре Кириакосе Мицотакисе). При этом, премьер-министра от СИРИЗА Алексиса Ципраса Касселакис ещё в сентябре 2015 года выставлял в негативном ключе, сравнивал с Дональдом Трампом, упрекал за недостаточный опыт и назначение Яниса Варуфакиса министром.

## Политическая карьера
В 2021 году встречался с руководством партии «СИРИЗА — Прогрессивный альянс». Ранее не участвовавший в греческой политике Касселакис принял предложение Алексиса Ципраса и как представитель греческой диаспоры за границей получил 9-е место в списке партии «СИРИЗА — Прогрессивный альянс» на досрочных парламентских выборах 21 мая 2023 года и повторных выборах 25 июня. Не был избран.
Председатель партии «СИРИЗА — Прогрессивный альянс» Алексис Ципрас подал в отставку после поражения на парламентских выборах 25 июня 2023 года. 29 августа Стефанос Касселакис выдвинул свою кандидатуру на выборах нового председателя. Отказался от участия в теледебатах, предложенных депутатом парламента Эфи Ахциоглу. В первом туре закрытых внутрипартийных выборов 16 сентября баллотировались пять кандидатов, победил Стефанос Касселакис 45 % голосов. Во второй тур прошла также Эфи Ахциоглу. Во втором туре 24 сентября Стефанос Касселакис избран новым председателем с 56 % голосов. Он заявил, что СИРИЗА должна представлять «современных патриотических левых» и что хотел бы сдвинуть эту политическую силу с левого фланга ближе к центру, чтобы она напоминала Демократическую партию США.
Избрание главой левосоциалистической партии капиталиста, работавшего на Goldman Sachs с её одиозной репутацией буквально в то же время, когда деятельность этого банка стала одним из факторов глобального финансового кризиса 2008 года, тяжело ударившего по Греции и спровоцировавшего здесь массовые протесты, в которых активно участвовали члены СИРИЗА, вызвало у многих из них отторжение. Его идеологические позиции и стиль руководства подвергались критике со стороны левого крыла партии, на что новый председатель партии отвечал не менее резко, исключая из её рядов недовольных его избранием.
Таким образом, СИРИЗА вскоре пережила крупные расколы: в начале ноября 2023 года её покинула Группа 53+ «Зонтик» вокруг экс-министра финансов Эвклида Цакалотоса, включая 45 членов Центрального комитета и нескольких депутатов, обвиняющих Касселакиса в «правом популизме» и «авторитарных практиках»; затем 23 ноября за ними последовали ещё 57 членов ЦК, 9 депутатов парламента и евродепутат, включая главную конкурентку Касселакиса на выборах Эфи Ахциоглу. Большинство вышедших из СИРИЗА депутатов 4 декабря объявили о создании партии «Новые левые». В это время СИРИЗА впервые за более чем десятилетие оказалась на третьем месте из партий в опросах.

## Личная жизнь
Является открытым геем. С 2019 года состоит в отношениях с американским медбратом Тайлером Макбетом (Tyler McBeth), с которым заключил гражданское партнёрство.